# Nannostomus trifasciatus
Cá bút chì ba sọc (Danh pháp khoa học: Nannostomus trifasciatus) là một loài cá trong họ Lebiasinidae, thuộc chi Nannostomus. Cá bút chì 3 sọc là một trong những loài cá bút chì đẹp, nhờ vào màu sắc nổi bật hơn các loại bút chì khác và được ưa chuộng nuôi để làm cảnh.

## Sinh thái
Cá bút chì ba sọc được tìm thấy vào năm 1876 chủ yếu phân bố và sống chủ yếu ở: Amazon, Colombia, Peru và Guyanas. Trong Rio Negro, cá bút chì ba sọc sinh sống trong vùng đầm lầy lớn. Khi dòng sông lũ lụt, nó di chuyển vào các khu rừng nhiệt đới bị ngập. Trong mùa nước thấp, chúng thường bị giữ lại trong các hồ nhỏ còn sót lại phía sau, hoặc ở gần các cạnh rừng. N. trifasciatus nằm gần bề mặt nước vào ban đêm và ban ngày sinh sống giữa các lớp nước phía trên.

## Đặc điểm
Kích thước tối đa của cá bút chì ba sọc chỉ tới 6 cm, ban ngày thì ba sọc trên cơ thể chúng hiện rõ, đến đêm thì chúng lại mờ dần đi đó là trong những bản năng tự nhiên để tránh được kẻ thù săn mồi. Cá bút chì ba sọc có màu xanh vàng trên lưng và hai mặt của nó và màu bạc bên dưới. Các nắp mang và vây lưng, vùng chậu, hậu môn và đuôi có vệt màu đỏ. Và đặc điểm nổi bật nhất là 3 sọc nằm ngang trên người. Vây hậu môn của cá trống có nhiều màu sắc.
Con đực của loài này có thể có thêm một hàng các điểm màu đỏ trong khu vực vàng giữa các sọc giữa và trên hết, nhưng điều này là cực kỳ hiếm. Con trống đôi khi mỏng hơn và nhiều màu sắc hơn so với con mái. Cá bút chì 3 sọc ăn tạp và chủ yếu bơi gần mặt nước, nơi mà nó ăn chủ yếu là côn trùng, chúng ăn các vi sinh vật cũng như tảo. N. trifasciatus thường bị nhầm lẫn với Nannostomus marginatus, tuy nhiên chúng có thể được phân biệt bởi kích thước, cá bút chì 3 sọc có kích thước nhỏ hơn, tối đa chỉ đạt được 6 cm.

## Tập tính
Cá bút chì ba sọc thích hợp nuôi làm cảnh cộng đồng, con trống sẽ thiết lập và bảo vệ lãnh thổ nhỏ. Cá con được sinh ra vào ban ngày trong lá cây. Những quả trứng có chất kết dính và thường được đặt trên các lá cây. Thụ tinh diễn ra bên ngoài, chúng đẻ khoản 30-100 trứng tại một thời điểm. Trứng nở trong 24-72 giờ, tùy thuộc vào nhiệt độ của nước. Nếu được cho ăn, và nếu đủ lớp phủ thực vật được cung cấp, cá bố mẹ sẽ không ăn trứng và cá con sẽ được tìm thấy trong thực vật nổi. Loài này hiếm khi được sinh ra trong điều kiện nuôi nhốt và chưa bao giờ được đưa ra thương mại trong ngành thủy sản.